# Osaka Challenger
L'Osaka Challenger è stato un torneo professionistico di tennis giocato su campi in cemento. Faceva parte dell'ATP Challenger Series. Si giocava annualmente a Osaka in Giappone.

## Albo d'oro

### Singolare
| Anno | Campione          | Finalista      | Punteggio        |
| ---- | ----------------- | -------------- | ---------------- |
| 2000 | Michel Kratochvil | Hyung-Taik Lee | 2–6, 6–2, 6–2    |
| 2001 | Non disputato     | Non disputato  | Non disputato    |
| 2002 | Takao Suzuki      | Björn Phau     | 5–7, 6–2, 7–6(4) |

### Doppio
| Anno | Campioni                     | Finalisti                         | Punteggio     |
| ---- | ---------------------------- | --------------------------------- | ------------- |
| 2000 | František Čermák Ota Fukárek | Yaoki Ishii Eric Taino            | 6–1, 7–6(5)   |
| 2001 | Non disputato                | Non disputato                     | Non disputato |
| 2002 | Karol Beck Cédric Kauffmann  | Laurence Tieleman John van Lottum | 7–5, 6–1      |